# 桃園御花園觀光夜市
桃園御花園觀光夜市位於臺灣桃園市桃園區中正五街，永康路、力行路間，於2013年開幕，2014年正式熄燈。佔地1700坪，因該地原先為『御花園庭園KTV』所在地而命名。2020年7月17日童話市集開幕，佔地1700坪，但是在2020年7月19日因為海盜船鐵器鬆脫噴飛，目擊民眾爆料並斥業者仍放任讓孩童繼續玩，桃園市經發局稽查發現業者違法營業，並於2020年7月20日已勒令停業，最高開罰10萬元，並將會同大型機台的主管機關聯合稽查，若有違規就祭出重罰。
週末固定有藝人演出活動，邀請許多北部知名街頭藝人及歌手參與演出。

## 違法爭議
御花園觀光夜市開幕後雖然人潮眾多，卻爆出該夜市並非合法的爭議。因該夜市用地是未開闢的公共設施學校體育用地，雖可設置臨時攤集區，但呂姓業主還沒通過申請，以「試營運」擅自對外營業。桃園縣城鄉發展局依違反都市計畫法使用分區地目不符項目，開罰13萬元，然已於102年8月取得合法執照。
2020年7月17日童話市集開幕，但是在2020年7月19日因為海盜船鐵器鬆脫噴飛，目擊民眾爆料並斥業者仍放任讓孩童繼續玩，桃園市經發局稽查發現業者違法營業，並於2020年7月20日已勒令停業，最高開罰10萬元，並將會同大型機台的主管機關聯合稽查，若有違規就祭出重罰。